# Astronesthes niger
Astronesthes niger – gatunek morskiej ryby głębinowej z rodziny wężorowatych (Stomiidae). Występuje w Oceanie Atlantyckim oraz Indyjskim. Osiąga do 16 cm długości.